# 鄭泰浩
鄭泰浩（：／ Jeong Tae-ho，1963年3月20日—），大韓民國自由派政治人物，第21屆國會議員。